# Jerzy Karolak
Jerzy Karolak (ur. 1907, zm. 1984) – polski grafik, plakacista i ilustrator książek.
Studiował na Akademii Sztuk Pięknych w Warszawie. Od 1947 roku był profesorem Akademii Sztuk Pięknych w Krakowie, gdzie kierował Pracownią Plakatu. 
Zajmował się twórczością w dziedzinie plakatu i ilustracji książkowej. Stworzył między innymi okładki i ilustracje do jednej z wersji Elementarza autorstwa Mariana Falskiego (wyszło kilkanaście wydań), teki graficznej Stroje i zwyczaje ludowe (wydana w 1956) i zeszytów serii Atlas Polskich Strojów Ludowych oraz kilkudziesięciu książek. Plakaty jego autorstwa znajdują się w zbiorach Muzeum Plakatu w Wilanowie i innych polskich muzeów.